# Día de la Emancipación

Moses Brantford Jr. encabezando un desfile del Día de la Emancipación por Dalhousie Street, Amherstburg, Ontario.

El Día de la Emancipación (inglés.: Emancipation Day) es el nombre de la fiesta en conmemoración de la emancipación de los esclavos de origen africano. 

## Caribe
En el Caribe, el Ley del abolición de la esclavitud de 1833 terminó la esclavitud en el Imperio Británico, incluyendo aquellas partes del imperio en el Caribe:
| Fecha de celebración                                                             | País                                                                                    |
| -------------------------------------------------------------------------------- | --------------------------------------------------------------------------------------- |
| Agosto                                                                           | Guyana, Jamaica, San Vicente y las Granadinas, Trinidad y Tobago, Islas Turcas y Caicos |
| 1 de agosto - 2 de agosto                                                        | Bermudas                                                                                |
| Primer lunes de agosto: 3 de agosto (2020) 2 de agosto (2021) 1 de agosto (2022) | Anguila, Bahamas, Islas Vírgenes Británicas, San Cristóbal y Nieves, Dominica           |
| 14 de agosto - 23 de agosto                                                      | Barbados                                                                                |

## Estados Unidos
| Fecha de celebración | País                                 |
| -------------------- | ------------------------------------ |
| 22 de marzo          | Puerto Rico                          |
| 16 de abril          | Washington D. C.                     |
| 8 de mayo            | Misisipi                             |
| 20 de mayo           | Florida                              |
| 19 de junio          | Texas (se llama Juneteenth)          |
| 3 de julio           | Islas Vírgenes de los Estados Unidos |
| 8 de agosto          | Kentucky                             |